# Guyuan

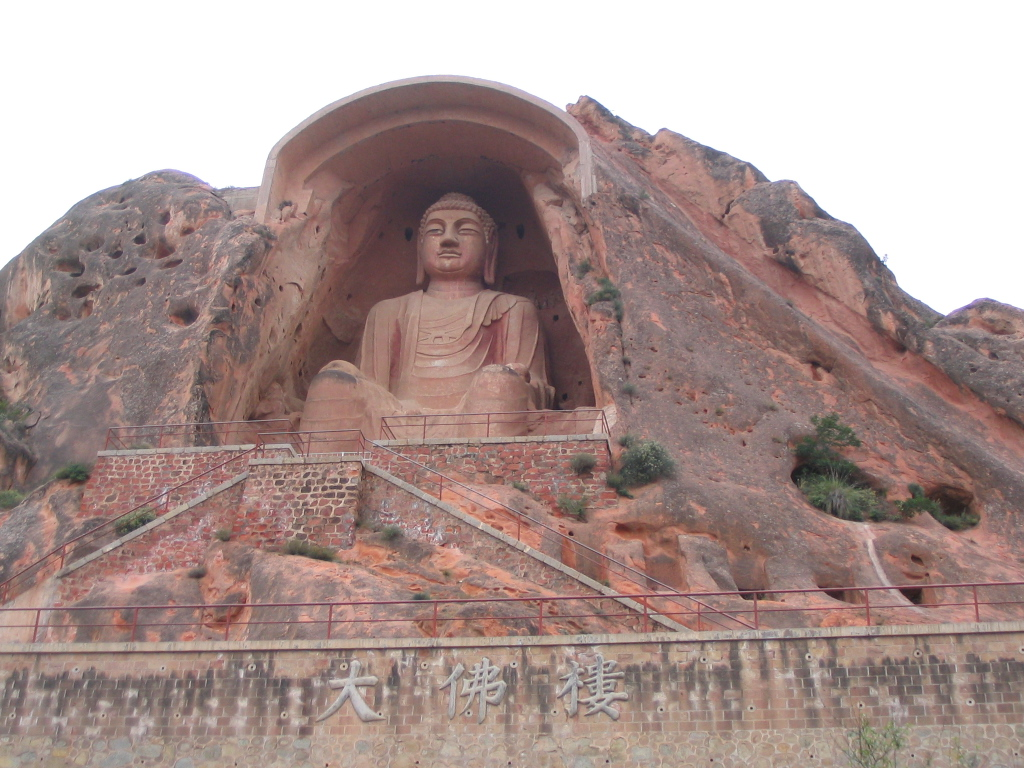
Budda-Höhle Xumishan in Guyuan

Guyuan (chinesisch 固原市, Pinyin Gùyuán Shì) ist eine bezirksfreie Stadt im Autonomen Gebiet Ningxia der Hui-Nationalität in der Volksrepublik China. Guyuans Verwaltungsgebiet, das sich in einen Stadtbezirk und vier Kreise mit insgesamt rund 1,21 Millionen Einwohnern (Stand 2020) gliedert, nimmt den gesamten Südzipfel des Autonomen Gebiets ein. Es grenzt im Norden an die Städte Wuzhong und Zhongwei (beide in Ningxia) und ist im Osten, Westen und Süden ganz von der Provinz Gansu umgeben.
Die Stadt Guyuan ist aus dem ehemaligen Regierungsbezirk Guyuan (固原地区) hervorgegangen. Nachdem der Staatsrat der VR China am 7. Juli 2001 beschlossen hatte, den Regierungsbezirk und den Kreis Guyuan (固原县) aufzulösen, wurde dieser Beschluss genau ein Jahr später administrativ realisiert und damit die bezirksfreie Stadt Guyuan und – auf der Fläche des ehemaligen Kreises Guyuan – der Stadtbezirk Yuanzhou gegründet. Am 31. Dezember 2003 wurde der Kreis Haiyuan (海原县) aus Guyuan herausgelöst und in die nördliche Nachbarstadt Zhongwei eingegliedert.

## Administrative Gliederung
Auf Kreisebene setzt sich Guyuan aus einem Stadtbezirk und vier Kreisen zusammen. Das sind (Einwohnerzahlen nach der Volkszählung 2020):
- Stadtbezirk Yuanzhou (原州区), 4.965 km², 471.329 Einwohner, Sitz der Stadtregierung;
- Kreis Xiji (西吉县), 3.985 km², 315.827 Einwohner, Hauptort: Großgemeinde Jiqiang (吉强镇);
- Kreis Longde (隆德县), 1.269 km², 109.451 Einwohner, Hauptort: Großgemeinde Chengguan (城关镇);
- Kreis Jingyuan (泾源县), 961 km², 85.023 Einwohner, Hauptort: Großgemeinde Xiangshui (香水镇);
- Kreis Pengyang (彭阳县), 3.241 km², 160.512 Einwohner, Hauptort: Großgemeinde Baiyang (白阳镇).

## Ethnische Gliederung der Gesamtbevölkerung Guyuans (2000)
Das Verwaltungsgebiet des damaligen Regierungsbezirks Guyuan hatte laut Zensus (2000) 1.727.361 Einwohner.
| Name des Volkes | Einwohner | Anteil  |
| --------------- | --------- | ------- |
| Han             | 901.275   | 52,18 % |
| Hui             | 823.288   | 47,66 % |
| Dongxiang       | 1.910     | 0,11 %  |
| Manju           | 350       | 0,02 %  |
| Mongolen        | 257       | 0,01 %  |
| Sonstige        | 281       | 0,02 %  |